# Athlétisme aux Jeux asiatiques de 1974
Navigation
Édition précédente Édition suivante
Les épreuves d'athlétisme aux Jeux asiatiques de 1974 se sont déroulées à Téhéran, en Iran.

## Résultats

### Hommes
| Épreuve           | Or                                                                                             | Or            | Argent                                                    | Argent        | Bronze                                                                     | Bronze        |
| ----------------- | ---------------------------------------------------------------------------------------------- | ------------- | --------------------------------------------------------- | ------------- | -------------------------------------------------------------------------- | ------------- |
| 100 m             | Anat Ratanapol Thaïlande                                                                       | 10 s 42       | Masahide Jinno Japon                                      | 10 s 55       | Suchart Jairsuraparp Thaïlande                                             | 10 s 59       |
| 200 m             | Anat Ratanapol Thaïlande                                                                       | 21 s 09       | Takao Ishizawa Japon                                      | 21 s 60       | Nusrat Iqbal Sahi Pakistan                                                 | 21 s 79       |
| 400 m             | Wickremasinghe Wimaladasa Sri Lanka                                                            | 46 s 21       | Reza Entezari Iran                                        | 46 s 69       | Yoshiharu Tomonaga Japon                                                   | 46 s 77       |
| 800 m             | Sriram Singh Inde                                                                              | 1 min 47 s 57 | Reza Entezari Iran                                        | 1 min 48 s 50 | Muhammad Siddiq Pakistan                                                   | 1 min 48 s 64 |
| 1 500 m           | Muhammad Younis Pakistan                                                                       | 3 min 49 s 30 | Susumu Noro Japon                                         | 3 min 51 s 17 | Park Suk-kwan Corée du Sud                                                 | 3 min 52 s 74 |
| 5 000 m           | Shivnath Singh Inde                                                                            | 14:20.50      | Yuval Wischnitzer Israël                                  | 14:21.50      | Kenichi Ozawa Japon                                                        | 14:22.15      |
| 10 000 m          | Yasunori Hamada Japon                                                                          | 30:49.87      | Shivnath Singh Inde                                       | 30:51.61      | Makoto Hattori Japon                                                       | 31:03.84      |
| 110 m haies       | Cui Lin Chine                                                                                  | 14.26         | Ishtiaq Mubarak Malaisie                                  | 14.49         | Nasser Sultan Irak                                                         | 14.63         |
| 400 m haies       | Talib Faisal Irak                                                                              | 51.69         | Abdullatif Abbas Koweït                                   | 52.32         | Lehan Singh Inde                                                           | 52.49         |
| 3 000 m steeple   | Takaharu Koyama Japon                                                                          | 8:57.95       | Gurmej Singh Inde                                         | 9:04.00       | Li Wenliang Chine                                                          | 9:06.10       |
| 4 × 100 m         | Thaïlande Kanoksakdi Jatasanon Anat Ratanapol Somsakdi Boontud Suchart Jairsuraparp            | 40.14         | Chine Cui Lin Feng Chenjen Yu Weili Lo Kuoling            | 40.20         | Singapour Ong Yoke Phee Tan Say Leong Yeo Kian Chai Canagasabai Kunalan    | 40.34         |
| 4 × 400 m         | Sri Lanka Wickremasinghe Wimaladasa Sunil Gunawardene Kosala Sahabandu Agampudige Premachandra | 3:07.40       | Inde Lehmber Singh Sriram Singh Sucha Singh P. C. Punappa | 3:08.73       | Iran Fakhroddin Alamshah Reza Entezari Houshang Arshadi Ghasem Koveitipour | 3:10.10       |
| Saut en hauteur   | Teymour Ghiasi Iran                                                                            | 2.21          | Ni Chih-Chin Chine                                        | 2.16          | Yoshikazu Okuda Japon                                                      | 2.08          |
| Saut à la perche  | Yasuhiro Kigawa Japon                                                                          | 5.00          | Cai Zhangxi Chine                                         | 5.00          | Jiang Yubin Chine                                                          | 4.85          |
| Saut en longueur  | T. C. Yohannan Inde                                                                            | 8,07 m (PB)   | Takayoshi Kawagoe Japon                                   | 7.77          | Satish Pillai Inde                                                         | 7.58          |
| Triple saut       | Toshiaki Inoue Japon                                                                           | 16.45         | Mohinder Singh Gill Inde                                  | 16.25         | Faramarz Asef Iran                                                         | 15.97         |
| Lancer du poids   | Jalal Keshmiri Iran                                                                            | 18.04         | Bahadur Singh Chouhan Inde                                | 17.94         | Jagraj Singh Mann Inde                                                     | 17.64         |
| Lancer du disque  | Jalal Keshmiri Iran                                                                            | 56.82         | Praveen Kumar Inde                                        | 53.64         | Salman Hesam Iran                                                          | 52.32         |
| Lancer du marteau | Shigenobu Murofushi Japon                                                                      | 66.54         | Nirmal Singh Inde                                         | 60.02         | Kim Myong-geun Corée du Nord                                               | 59.80         |
| Lancer du javelot | Toshihiro Yamada Japon                                                                         | 76.12         | Minoru Onda Japon                                         | 76.04         | Zhang Bao Chine                                                            | 73.64         |
| Décathlon         | Vijay Singh Chauhan Inde                                                                       | 7375          | Junichi Onizuka Japon                                     | 7294          | Suresh Babu Inde                                                           | 6836          |

### Femmes
| Épreuve           | Or                                                               | Or      | Argent                                                                  | Argent  | Bronze                                                                    | Bronze  |
| ----------------- | ---------------------------------------------------------------- | ------- | ----------------------------------------------------------------------- | ------- | ------------------------------------------------------------------------- | ------- |
| 100 m             | Esther Roth Israël                                               | 11.90   | He Zufen Chine                                                          | 12.10   | Keiko Yamada Japon                                                        | 12.42   |
| 200 m             | Esther Roth Israël                                               | 23.79   | He Zufen Chine                                                          | 24.41   | Emiko Konishi Japon                                                       | 24.94   |
| 400 m             | Chee Swee Lee Singapour                                          | 55.08   | Nobuko Kawano Japon                                                     | 55.59   | Junaidah Aman Malaisie                                                    | 55.78   |
| 800 m             | Nobuko Kawano Japon                                              | 2:08.05 | Miyako Inoue Japon                                                      | 2:08.99 | Li Dan Chine                                                              | 2:09.89 |
| 1 500 m           | Song Meihua Chine                                                | 4:28.68 | Yang Yanying Chine                                                      | 4:29.17 | Hannah Shezifi Israël                                                     | 4:31.00 |
| 100 m haies       | Esther Roth Israël                                               | 13.31   | Toshimi Hayashida Japon                                                 | 14.28   | Miyuki Iioka Japon                                                        | 14.32   |
| 4 × 100 m         | Japon Keiko Yamada Emiko Konishi Sayo Yamoto Toshimi Hayashida   | 46.62   | Chine Meng Yuchiung He Zufen Hsiao Tsunung Kang Yulee                   | 46.76   | Singapour Maimoon Bakar Azlan Chee Swee Lee Glory Barnabas Eng Chiew Quay | 47.10   |
| 4 × 400 m         | Japon Nobuko Kawano Miyako Inoue Motsuko Otsuka Yuko Kitabayashi | 3:43.52 | Singapour Maimoon Bakar Azlan Glory Barnabas Lee Tai Jong Chee Swee Lee | 3:43.85 | Birmanie Mar Mar Min Nwe Nwe Yee Than Than Than Than Htay                 | 3:45.06 |
| Saut en hauteur   | Orit Abramovitz Israël                                           | 1.78    | Mikiko Sone Japon                                                       | 1.78    | Wu Fushan Chine                                                           | 1.74    |
| Saut en longueur  | Xiao Jieping Chine                                               | 6.31    | Kang Yueli Chine                                                        | 6.26    | Hiroko Yamashita Japon                                                    | 6.15    |
| Lancer du poids   | Paik Ok-ja Corée du Sud                                          | 16.28   | Gao Yukui Chine                                                         | 15.22   | Kayoko Hayashi Japon                                                      | 15.06   |
| Lancer du disque  | Gao Yukui Chine                                                  | 51.84   | Dashzevegiin Namjilmaa Mongolie                                         | 47.32   | Matsuko Takahashi Japon                                                   | 47.04   |
| Lancer du javelot | Zhou Maojia Chine                                                | 53.06   | Mieko Takasaka Japon                                                    | 52.02   | Keiko Myogai Japon                                                        | 47.96   |
| Pentathlon        | Kyoko Shimizu Japon                                              | 3890    | Sun Yuxiang Chine                                                       | 3849    | Zhang Yumei Chine                                                         | 3783    |